# Brian Bayeye
Brian Bayeye, né le 30 juin 2000 à Paris, est un footballeur international congolais qui évolue au poste de milieu droit au Torino FC.
Il possède également la nationalité française.

## Biographie

### En club
Brian Bayeye est formé à l'ESTAC Troyes, avec qui il remporte la Coupe Gambardella en 2018 mais ne dispute aucun match en professionnel.
Il rejoint l'Italie en 2019 en s'engageant avec l'US Catanzaro en troisième division. Il dispute son premier match en professionnel le 2 février 2020 contre l'US Viterbese, en entrant en jeu à deux minutes du terme de la victoire 4-0.
En 2020, il est prêté au Carpi FC, toujours en Serie C. Le club est déclaré en faillite à l'issue de la saison au cours de laquelle Bayeye perd sa place de titulaire à partir du début d'année 2021.
Bayeye revient alors à Catanzaro et devient le titulaire en deuxième partie de saison, et le club est battu en demi-finales d'accession par Padoue.
Le 4 juillet 2022, il rejoint le Torino FC. Le 11 janvier 2023, Bayeye est passeur décisif pour Michel Adopo sur le but de la victoire en prolongation à San Siro en Coupe d'Italie. Il dispute son premier match en Serie A sur le terrain d'Empoli le 28 janvier 2023.
Le 31 août 2023, il est prêté avec option d'achat à Ascoli en Serie B.

### En sélection
En octobre 2023, il est convoqué pour la première fois en équipe de république démocratique du Congo par Sébastien Desabre. Il honore sa première sélection le 13 octobre 2023 en amical face à la Nouvelle-Zélande.
Le 27 décembre 2023, il est retenu dans la liste des vingt-quatre joueurs congolais sélectionnés par Sébastien Desabre pour disputer la Coupe d'Afrique des nations 2023.

### Style de jeu
Brian Bayeye est un joueur très offensif et rapide, et considère ses courses comme son meilleur atout.